# IC 485
IC 485 ist eine Spiralgalaxie vom Hubble-Typ Sa mit aktivem Galaxienkern im Sternbild Zwillinge auf der Ekliptik. Sie ist schätzungsweise 370 Millionen Lichtjahre von der Milchstraße entfernt und hat einen Durchmesser von etwa 135,000 Lichtjahren. Vermutlich bildet sie gemeinsam mit PGC 22435 ein gravitativ gebundenes Galaxienpaar.
Im selben Himmelsareal befinden sich u. a. die Galaxien NGC 2490, NGC 2492, IC 484, IC 486.
Das Objekt wurde am 6. März 1891 vom österreichischen Astronomen Rudolf Ferdinand Spitaler entdeckt.